# Грек Зорба (фильм)
«Грек Зорба» (англ. Zorba The Greek, греч. Αλέξης Ζορμπάς) — художественный фильм 1964 года режиссёра Михалиса Какоянниса по одноимённому роману Никоса Казандзакиса.
Фильм получил три премии «Оскар».

## Сюжет
Молодой англичанин греческого происхождения, писатель Бэзил, приезжает в Грецию. Он знакомится с греком по имени Зорба и рассказывает ему, что направляется на Крит, где ему по наследству от отца перешёл земельный участок и шахта. Он мечтает возродить добычу угля на шахте и, возможно, преодолеть творческий кризис. Зорба убеждает Бэзила взять его с собой на Крит. Бэзил и Зорба сталкиваются с жестокими нравами местных жителей, и только дружба помогает им преодолеть все возникшие проблемы.

## В ролях
| Актёр             | Роль              |
| ----------------- | ----------------- |
| Энтони Куинн      | Алексис Зорба     |
| Алан Бейтс        | Бэзил             |
| Ирен Папас        | вдова             |
| Лиля Кедрова      | мадам Гортензия   |
| Сотирис Мустакас  | Мимитос, юродивый |
| Анна Кирияку      | Соул              |
| Элени Анусаки     | Лола              |
| Йорго Вояджис     | Павло             |
| Такис Эммануель   | Манолакос         |
| Йоргос Фунтас     | Йоргос Фунтас     |
| Гиоргос Фоундас   | Маврандони        |
| Люди острова Крит | Люди острова Крит |

## Съёмочная группа
- Автор сценария: Михалис Какояннис
- Режиссёр: Михалис Какояннис
- Оператор: Уолтер Лассали
- Монтажёр: Алекс Аршамбо
- Композитор: Микис Теодоракис
- Художник-постановщик: Вассили Фотопулос

## Технические данные
- Чёрно-белый, звуковой (моно)
- Премьера: 17 декабря 1964 года (США)

## Сиртаки
Мелодия, сопровождающая танец сиртаки, который Зорба и Бэзил исполняют в финале, написана Микисом Теодоракисом специально для этого фильма и ранее не была известна в Греции, — так же, как и сам танец. Энтони Куинн вспоминает, что из-за сломанной накануне ноги он мог обходиться без гипса, но не было возможности подпрыгивать в танце, как этого требовал сценарий. Расстроенного режиссёра он успокаивал:

И я танцевал. Я не мог поднимать ногу и опускать её — боль была нестерпимой — но я понял, что могу волочить её без особого дискомфорта. Тем самым я придумал танец с необычным скользяще-тянущим шагом. Я вытягивал руки, как в традиционных греческих танцах, и шаркал по песку.

Впоследствии Какояннис спросил его, как называется этот танец. Куинн ответил:

Это сиртаки. Народный танец. Меня научил ему один из местных жителей.

## Награды и номинации
Фильм был номинирован в семи номинациях премии «Оскар», в трёх из которых стал лауреатом:
| Премия                | Категория                                                                  | Лауреаты и номинанты                                                      | Результаты |
| --------------------- | -------------------------------------------------------------------------- | ------------------------------------------------------------------------- | ---------- |
| Оскар (1965)          | Премия «Оскар» за лучший фильм                                             | Михалис Какояннис, продюсер                                               | Номинация  |
| Оскар (1965)          | Премия «Оскар» за лучшую режиссуру                                         | Михалис Какояннис, режиссёр                                               | Номинация  |
| Оскар (1965)          | Премия «Оскар» за лучшую мужскую роль                                      | Энтони Куинн (за роль Алексиса Зорбы)                                     | Номинация  |
| Оскар (1965)          | Премия «Оскар» за лучшую женскую роль второго плана                        | Лиля Кедрова (за роль мадам Гортензии)                                    | Победа     |
| Оскар (1965)          | Премия «Оскар» за лучший адаптированный сценарий                           | Михалис Какояннис, сценарист (по одноимённому роману Никоса Казандзакиса) | Номинация  |
| Оскар (1965)          | Премия «Оскар» за лучшую операторскую работу (Чёрно-белый фильм)           | Уолтер Лассали                                                            | Победа     |
| Оскар (1965)          | Премия «Оскар» за лучшую работу художника-постановщика (Чёрно-белый фильм) | Вассилис Фотопулос                                                        | Победа     |
| Золотой глобус (1965) | Премия «Золотой глобус» за лучший фильм — драма                            | Михалис Какояннис, режиссёр                                               | Номинация  |
| Золотой глобус (1965) | Премия «Золотой глобус» за лучшую режиссёрскую работу                      | Михалис Какояннис, режиссёр                                               | Номинация  |
| Золотой глобус (1965) | Премия «Золотой глобус» за лучшую мужскую роль — драма                     | Энтони Куинн (за роль Алексиса Зорбы)                                     | Номинация  |
| Золотой глобус (1965) | Премия «Золотой глобус» за лучшую женскую роль второго плана — Кинофильм   | Лиля Кедрова (за роль мадам Гортензии)                                    | Номинация  |
| Золотой глобус (1965) | Премия «Золотой глобус» за лучшую музыку к фильму                          | Микис Теодоракис, композитор                                              | Номинация  |
| BAFTA (1966)          | Премия BAFTA за лучший фильм                                               | Михалис Какояннис, режиссёр                                               | Номинация  |
| BAFTA (1966)          | Награда объединённых наций                                                 | Михалис Какояннис, режиссёр                                               | Номинация  |
| BAFTA (1966)          | Премия BAFTA за лучшую мужскую роль                                        | Энтони Куинн (за роль Алексиса Зорбы)                                     | Номинация  |
| BAFTA (1966)          | Премия BAFTA за лучшую женскую роль                                        | Лиля Кедрова (за роль мадам Гортензии)                                    | Номинация  |